# De Witt (Iowa)
De Witt es una ciudad situada en el condado de Clinton, en el estado de Iowa, Estados Unidos. Según el censo de 2010 tenía una población de 5.322 habitantes.

## Geografía
Según la Oficina del Censo de los Estados Unidos, la localidad tiene un área total de 15,49 km², la totalidad de los cuales 15,49 km² corresponden a tierra firme. 

## Demografía
Según el censo de 2010, había 5.322 personas residiendo en la localidad. La densidad de población era de 343,58 hab./km². Había 2.306 viviendas con una densidad media de 148,87 viviendas/km². El 97,07% de los habitantes eran blancos, el 0,83% afroamericanos, el 0,06% amerindios, el 0,36% asiáticos, el 0,02% isleños del Pacífico, el 0,21% de otras razas, y el 1,47% pertenecía a dos o más razas. El 1,92% de la población eran hispanos o latinos de cualquier raza.